# Merystem interkalarny
Merystem interkalarny, wstawowy – tkanka twórcza pierwotna, powodująca przyrost pędu na długość. Merystemy są  rozmieszczone wzdłuż łodygi u podstawy międzywęźli i chronione przez pochewki liściowe. Komórki merystemu interkalarnego pochodzą od stożka wzrostu pędu i umożliwiają wzrost międzywęźli pomimo tego, że są oddzielone od stożka wzrostu komórkami zróżnicowanymi. Merystemy interkalarne stosunkowo szybko zanikają, różnicując się w tkanki stałe.
Tworzą się one zazwyczaj u roślin, które bardzo szybko na szczycie łodygi wytwarzają kwiaty lub kwiatostany (rośliny jednoliścienne, goździkowate). 
Jednoczesny wzrost wierzchołkowy oraz w obrębie merystemów interkalarnych powoduje, że łodyga wydłuża się bardzo szybko. Merystem interkalarny występuje również u skrzypów, w szypułkach kwiatowych babki (Plantago) i zawciągu (Armeria).